# Kniphofia pumila
Kniphofia pumila är en grästrädsväxtart som först beskrevs av William Aiton, och fick sitt nu gällande namn av Carl Sigismund Kunth. Kniphofia pumila ingår i Fackelliljesläktet som ingår i familjen grästrädsväxter. Inga underarter finns listade i Catalogue of Life.

## Bildgalleri

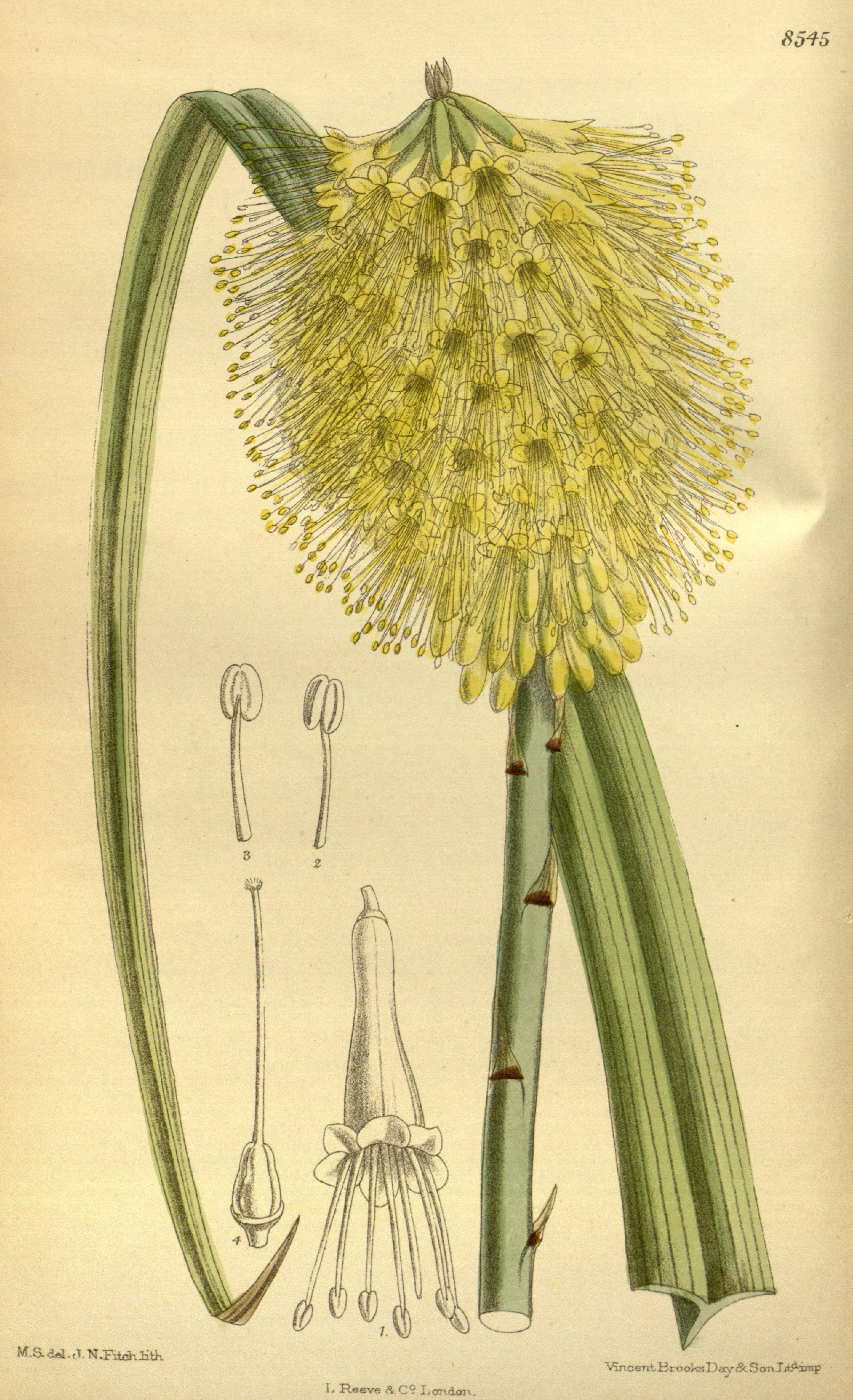
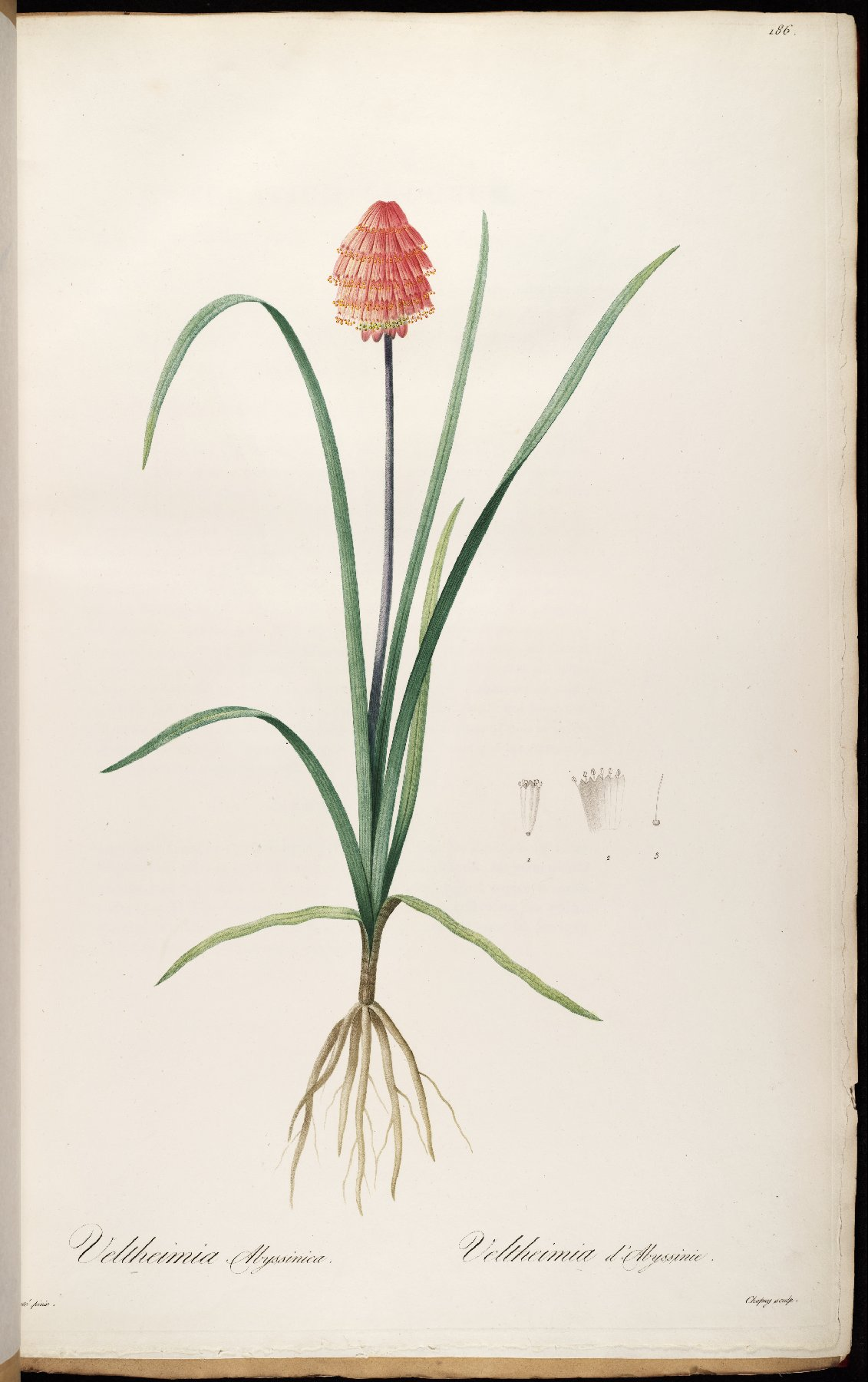